# Liste der Kulturdenkmäler in Frankfurt-Bornheim
In der Liste der Kulturdenkmäler in Frankfurt-Bornheim sind alle Baudenkmäler im Sinne des Hessischen Denkmalschutzgesetzes in Frankfurt-Bornheim, einem Stadtteil von Frankfurt am Main aufgelistet.

## Liste der Kulturdenkmäler in Bornheim
| Bild                  | Bezeichnung                          | Lage                                                                | Beschreibung | Bauzeit         | Objekt-Nr. |
| --------------------- | ------------------------------------ | ------------------------------------------------------------------- | --- | --------------- | ---------- |
| Alt-Bornheim 11       | Alt-Bornheim 11                      | Bornheim, Alt-Bornheim 11 LageFlur: 428, Flurstück: 1               | Barockes Fachwerkhaus mit aufwendiger Fassade in Sichtfachwerk. Die Verstrebungen sind in Form halber und ganzer Männer ausgeführt. | 18. Jahrhundert | 154669 DDB |
| Alt-Bornheim 2        | Alt-Bornheim 2                       | Bornheim, Alt-Bornheim 2 LageFlur: 446, Flurstück: 30               | Barockes Fachwerkhaus unter Verputz mit Krüppelwalmdach in städtebaulich wichtiger Eckposition. | 18. Jahrhundert | 154670 DDB |
| weitere Bilder        | Hallgartenschule                     | Bornheim LageFlur: 466, Flurstück: 383/1                            | Freiflächenschule von 1929/30 nach Entwurf von Ernst May und A. Loechel in modernen, kubischen Formen mit erdgeschossigen, durch Gärten getrennten Klassenpavillons an langem Flurtrakt; dem geschwungenen Grundriss folgend Aula, Turnhalle und Verwalterhaus.                                                                                             | 1929/1930       | 154671 DDB |
| Andreaestraße 22      | Andreaestraße 22                     | Bornheim, Andreaestraße 22 LageFlur: 450, Flurstück: 32/1           | Wohnhausblock von 1925/26 in noch traditionellen Formen des Neoklassizismus mit expressionistischer Bauzier in den Hauseingängen. Erster Teil der durch die Aktienbaugesellschaft für kleine Wohnungen errichteten Bebauungen des Pestalozziplatzes, zugleich Beginn der Bornheimer Hang-Besiedlung, die ab 1916 in modernen Bauhausformen vollendet wurde. | 1925/1926       | 154672 DDB |
| weitere Bilder        | Hoher Brunnen                        | Bornheim, Berger Straße LageFlur: 428, Flurstück: 20/3              | Klassizistischer Pumpenbrunnen von 1817 nach Entwurf von P. J. Hoffmann als Obelisk in Mainsandstein auf übergiebeltem Postament mit Wassertrog. | 1817            | 154673 DDB |
| weitere Bilder        | Kath. St. Josefskirche               | Bornheim, Berger Straße 135 LageFlur: 354, Flurstück: 22/1, 77/21   | Gewölbebasilika einer modern geprägten Neogotik von 1931/32 nach Entwurf von Hans- und Christoph Rummel; am quergestellten Frontturm Statue des Kirchenpatrons von Arnold Hensler. Links anschließend gotisierende Vorhalle. Nördlich am Chor neogotischer Vorgängerbau von 1876/77 (mit Resten des 14. Jh.) nach Plänen von Max Meckel.                    | 1931/1932       | 153015 DDB |
| Berger Straße 142     | Berger Straße 142                    | Bornheim, Berger Straße 142 LageFlur: 353, Flurstück: 9             | Spätklassizistisches Mietshaus | 1878            | 153016 DDB |
| Berger Straße 144     | Berger Straße 144                    | Bornheim, Berger Straße 144 LageFlur: 353, Flurstück: 10            | Breit angelegtes Mietshaus des Spätklassizismus | 1873            | 153017 DDB |
| Berger Straße 150     | Berger Straße 150                    | Bornheim, Berger Straße 150 LageFlur: 353, Flurstück: 13            | Schlichtes Eckhaus des Spätklassizismus | 1873            | 153018 DDB |
| weitere Bilder        | Berger Straße 174                    | Bornheim, Berger Straße 174 LageFlur: 358, Flurstück: 73/23, 74/23  | Mietshaus der Neorenaissance von 1904 nach Entwurf von C. W. Fück mit aufwendig dekorierter Fassade. | 1904            | 153019 DDB |
| Bild gesucht BW       | Tabakladen                           | Bornheim, Berger Straße 183 LageFlur: 425, Flurstück: 82/16         | Originales Interieur von 1921 im Stil des Art déco mit reich geschnitzten Holzvitrinen; außen verzierte Schaufensterfront und aufwendige Tür. | 1921            | 154674 DDB |
| weitere Bilder        | Berger Straße 257                    | Bornheim, Berger Straße 257 LageFlur: 446, Flurstück: 31            | Klassizistisches Fachwerkhaus des 19. Jh. hinter verputzter Fassade. | 19. Jahrhundert | 154676 DDB |
| Berger Straße 260-262 | Berger Straße 260                    | Bornheim, Berger Straße 260 LageFlur: 449, Flurstück: 9/2           | Barocke Fachwerkhäuser um 1730 hinter verputzter Fassade mit profiliertem Dach- und Gurtgesims. | um 1730         | 154677 DDB |
| Berger Straße 260-262 | Berger Straße 262                    | Bornheim, Berger Straße 262 LageFlur: 449, Flurstück: 10/1          | Barocke Fachwerkhäuser um 1730 hinter verputzter Fassade mit profiliertem Dach- und Gurtgesims. Berger Straße 262 mit Fensterbankgesims auf Konsolen. | um 1730         | 156528 DDB |
| weitere Bilder        | Berger Straße 265                    | Bornheim, Berger Straße 265 LageFlur: 446, Flurstück: 34/0          | Repräsentatives Doppelwohnhaus des Klassizismus um 1880 mit rückwärtigen Risaliten auf vermutlich älterem Grundriss (Schlussstein bezeichnet mit 1768); Berger Straße 265, mit Hofdurchfahrt. | um 1880         | 154678 DDB |
| Berger Straße 267     | Berger Straße 267                    | Bornheim, Berger Straße 267 LageFlur: 446, Flurstück: 36/1          | Repräsentatives Doppelwohnhaus des Klassizismus um 1880 mit rückwärtigen Risaliten auf vermutlich älterem Grundriss (Schlussstein bezeichnet mit 1768). | um 1880         | 156529     |
| weitere Bilder        | Kirchnerschule                       | Bornheim, Berger Straße 268 LageFlur: 449, Flurstück: 12/1          | Spätklassizistisches Schulgebäude von 1864 nach Entwurf von Oskar Pichler u. Georg Seestern-Pauly; Axialrisalit und Uhrtürmchen. | 1864            | 154679 DDB |
| weitere Bilder        | Haus 'Weisse Lilie'                  | Bornheim, Berger Straße 273 LageFlur: 446, Flurstück: 38/4          | Miets- und Geschäftshaus von 1913 mit qualitätvoller Jugendstilfassade. | 1913            | 154680 DDB |
| weitere Bilder        | Berger Straße 275                    | Bornheim, Berger Straße 275 LageFlur: 446, Flurstück: 38/3          | Miets- und Geschäftshaus von 1913 mit qualitätvoller Jugendstilfassade. | 1913            | 156530     |
| weitere Bilder        | Gasthaus 'Zur Sonne'                 | Bornheim, Berger Straße 312 LageFlur: 462, Flurstück: 10/1          | Barockes, traufständiges Fachwerkhaus um 1750 über massivem Erdgeschoss; straßenseitiges Nebengebäude an Berger Straße 314 angebaut, urspr. Reklameausleger mit Sonnensymbol. | um 1750         | 154681 DDB |
| weitere Bilder        | Ehem. Rathaus                        | Bornheim, Berger Straße 314 LageFlur: 462, Flurstück: 7/1, 7/3, 7/4 | Barockes Fachwerkgebäude von 1770, ehemalige Rathaus des 1877 eingemeindeten Dorfes Bornheim, unter hohem Satteldach mit Zwerchhaus; reich geschnitzte, barocke Haustür und Klappläden. | 1770            | 154682 DDB |
| Langer Hof            | Langer Hof                           | Bornheim, Berger Straße 326 LageFlur: 463, Flurstück: 1/7           | Barockes Fachwerkhaus über Keller von 1589 mit verputztem Erd- und verschiefertem Obergeschoss. | 1589            | 154683 DDB |
| Uhrtürmchen           | Uhrtürmchen                          | Bornheim, Berger Straße o. Nr. LageFlur: 425, Flurstück: 47         | Charakteristisches Uhrgehäuse um 1900 im Winkel zweier Straßen. | um 1900         | 154675 DDB |
| weitere Bilder        | Grünanlage                           | Bornheim, Bornheimer Hang Lage                                      | Gärtnerisch gestaltete Grünfläche mit Kleingärten von 1929. Zeitgleich mit dem Neubau der Siedlung Bornheimer Hang nach den Plänen des Gartenbaudirektors Max Bromme angelegt. | 1929            | 154684 DDB |
| weitere Bilder        | Comeniusschule (ehem. Lersnerschule) | Bornheim, Burgstraße 59 LageFlur: 336, Flurstück: 235/4             | Klinkerbau von 1882/83 nach Entwurf von Johann Justus Gustav Rügemer in renaissancistisch geprägten Formen. Außenbau in dekorativem Rautenraster; urspr. Einfriedung. | 1882/1883       | 153049 DDB |
| weitere Bilder        | Gesamtanlage 129                     | Saalburgallee 21–23, Wittelsbacherallee 157–173 Lage                | |                 | 167898     |

## Liste der Kulturdenkmäler auf dem Friedhof Bornheim
Die folgende Liste nennt die unter Denkmalschutz stehenden Grabsteine/Denkmäler auf dem Friedhof Bornheim.
| Bild                                    | Bezeichnung                             | Lage | Beschreibung | Bauzeit      | Daten |
| --------------------------------------- | --------------------------------------- | ---- | --- | ------------ | ----- |
| Brunnen im Gewannkreuz, Gewanne B und C | Brunnen im Gewannkreuz, Gewanne B und C | Lage | Zylindrische Sandsteinstele auf quadratischer, gestufter Basis mit Urnenaufsatz als Bekrönung eines Brunnenbassins der 1950er Jahre. | 1950er Jahre |       |
| Brunnen im Gewann D an der Mauer        | D/adM Brunnen                           | Lage | Mit giebelähnlichem, geschweiftem Aufsatz. Die Front ist mit zwei vertikalen, stilisierten Flechtbändern verziert.                   |              |       |
| Engel bei der Kapelle                   | G/Engel bei der Kapelle                 | Lage | Marmorstatue eines vor einem Kreuz trauernden Engels. Relikt eines abgeräumten Grabes.                                               |              |       |

| Bild | Gewann        | Name(n)                                | Jahr      | Steinmetz                                    | Beschreibung |
| ---- | ------------- | -------------------------------------- | --------- | -------------------------------------------- | --- |
|      | A/222         | Schüttler                              | 1938      | Hermann Hössbacher                           | Stele mit prismatischem Abschluss aus geschliffenem oberhessischen Granit. Darin befinden sich nebeneinander eingelegt zwei rechteckige bronzene Bildtafeln über ebenfalls vertieft angebrachter Bronzeschrift. |
|      | A/434         | Schuch                                 | 1912      | F. Hofmeister                                | Neoklassizistische Ädikula aus grauem Granit. Auf den aus stilisierten Voluten aufsteigenden Pilastern und dem Giebel Applikationen aus Bronze. |
|      | A/455-456     | Schäfer                                | 1910      | F. Hofmeister                                | Granitstele mit Bronzerelief einer weiblichen Büste in Schrägansicht mit Palmzweig als Friedenssymbol über der Schrifttafel. |
|      | A/464-464a    | Bornschier                             | 1913      | Konrad Lutz, Seckbach                        | Renaissancistische, durch niedere Standplatte mit Vasenaufsatz verbundene Doppelstele aus weißem Marmor über einem Untersockel aus Lichtenberger Granit. Die Stelen zwischen den Gesimsen sind mit reliefierten Lorbeerkränzen geschmückt, die Schweifgiebel tragen schmucklose Kreuze. Die Einfriedung wird durch Ketten gebildet, die zwischen Pfeilern gespannt sind. |
|      | A/528         | Sommerlat                              | 1913      | F. Hofmeister                                | Grab des geheimen Sanitätsrates Dr. med. Ludwig Sommerlat. Neoklassizistische Ädikula mit monolithischen, durch stilisierte Eckakrotere betonte Trapezgiebel über kannelierten Halbsäulen dorischer Art aus gelbem Granit. Die Schlange weist auf den Beruf hin. |
|      | A/529         | May-Kessler                            | 1913      | Jos. Stenger                                 | Neoklassizistische Ädikula mit dorischen Säulen unter dem stilisierten Giebel aus poliertem schwarzen, schwedischen Granit. Das ursprüngliche Marmorrelief in der Nische wurde mit der Zweitnutzung durch eine Schrifttafel ersetzt. Auf den Flügelsteinen Blumenkäste aus Bronze.                                                                                       |
|      | A/adM 8       | Rackles                                | 1869      | 0                                            | Grab Apfelweinproduzenten Johann Georg Rackles. Neugotische Stele aus rotem Sandstein, horizontal unterteilt durch einen Spitzbogenfries, der Stufengiebel durch einen Zinnenfries belebt. |
|      | A/adM 16      | Rackles                                | 1898      | Gebr. Wagner                                 | Grab des Apfelweisproduzenten Adam Rackles. Ädikula aus poliertem schwarzen Granit in renaissancistischen Formen mit Pilastern, Architrav und kreuzbekröntem Dreiecksgiebel. |
|      | A/adM 22      | Rückert-Kämpf                          | 1869/1876 | 0                                            | Ädikula auf breitgelegartem hohen Sockel aus rotem Sandstein in Formen der Neurenaissance, die Schrifttafel der Nische aus Marmor. |
|      | A/adM 25      | Rüffer-Selke                           | 1881      | Phil. Schmalz                                | Skulptur eines trauernden Engels aus gelbem Sandstein auf kubischem Sockel aus rotem Sandstein. |
|      | A/adM 113-114 | Rühl                                   | 1891      | Stenger                                      | Grab des Schultheißen Friedrich Wilhelm Rühl. Wandplatte aus poliertem schwarzen Granit. |
|      | B/102         | Rackles                                | 1923      | F. Hofmeister                                | Grab des Apfelweinproduzenten Fritz W. Rackeles. Stele mit Urnenaufsatz auf quadratischem Grundriss aus poliertem Syenit. Auf die Urne sind Festons aus Bronze appliziert. |
|      | B/163-165     | Rühl                                   | 1912      | 0                                            | Neoklassizistische dreigeteilte Sandsteinstele mit geschweiftem Giebelabschluss. Auf der Lisene das Relief eines Engels, darüber in zentraler Nische eine mit einer floralen Girlande reich geschmückten Urne. |
|      | B/192         | Goy                                    | 1907      | Chr. Rupp                                    | Stämmiger Obelisk auf hohem Sockel aus dunklem, grob behauenen Granit mit allseitig vertieften Schriftspiegeln, deren polierte Rahmen florale Ornamente des Jugendstils schmücken. |
|      | B/557         | Heister                                | 1915      | Hössbacher                                   | Ädikulaähnliche übergiebelte Stele aus Marmor, in der Nische das Relief einer einen Kranz haltenden trauernden weiblichen Figur. |
|      | B/538c        | Hofmann                                | 1932      | Ludwig Stenger                               | Dreigeteilte Stele mit überhöhtem Mittelteil aus feingeschliffenem Granit. Zentral ein Relief aus Galvanobronze mit dem Orpheusmotiv. |
|      | B/adM 55      | Hofmann                                | 1958      | Hans Bernt Gebhardt (Künstler)               | Mauerplatte mit Hochrelief einer Liegenden aus Zink und schwarz-silbernem Spritzguss in einer für die 1950er Jahre typischen Darstellung. |
|      | B/adM 60      | Thielmann                              | 1918      | Josef Stenger                                | Symmetrisch dreigeteilte Stele mit überhöhtem, übergiebeltem, durch ein reliefiertes Eisernes Kreuz betontem Mittelteil aus Kalkstein. Tafeln bestehen aus Galvanobronze. |
|      | B/adM 77      | Wenzel-Helfrich                        | 1947      | H. Hössbacher                                | Sandsteinädikula in abstrahierter Nachbildung antiker Vorbilder. Die rundbogigen Schrifttafeln aus Granit sind Zutaten der Neunutzung von 1947 |
|      | B/adM 79      | Baumgärtner-Elwenn                     | 1899      | P.V. May                                     | Breitgelagerte, arkadenartig in vier Schriftfelder unterteilte Marmorstele, der Schweifgiebel mit floralen Ornamenten verziert. |
|      | B/adM 80      | Cornel-Elwenn                          | 1978/1883 | 0                                            | Breitgelagerte, arkadenartig in vier Schriftfelder unterteilte Marmorstele, der Schweifgiebel mit floralen Ornamenten verziert, identisch mit Nr. 79 |
|      | C/202         | Cornel-Fritsch                         | 1891      | 0                                            | Gedenkstein mit akroteriengeschmückter Verdachung aus poliertem roten Granit |
|      | C/389         | Heuss-Mann                             | 1904      | F. Hofmeister                                | Kreuzdenkmal über Eck auf Obelisksockel aus poliertem schwarzen schwedischen Granit |
|      | C/390         | Bamberg                                | 1904      | Chr. Rupp                                    | Obelisk aus poliertem schwarzen schwedischen Granit. |
|      | C/393         | Rühl                                   | 1904      | F. Hofmeister                                | Kreuzdenkmal über Eck auf Obelisksockel aus poliertem schwarzen schwedischen Granit, der grob behauene Untersockel ist aus Odenwälder Granit. |
|      | C/394         | Hemberger                              | 1903      | Chr. Rupp                                    | Kreuzdenkmal über Eck auf Obelisksockel aus poliertem schwarzen schwedischen Granit, |
|      | C/398         | Briel-Grimm                            | 1901      | Josef Stenger                                | Obelisk aus poliertem schwarzen schwedischen Granit, |
|      | C/413         | Maier                                  | 1904      | Gebr. Wagner                                 | Renaissancistische ädikulaartige Stele aus poliertem schwarzen schwedischen Granit. Die Verdachung ist mit Eckackroteren und zentraler Vase geschmückt. |
|      | C/411         | Hof                                    | 1909      | F. Hofmeister                                | Kreuzdenkmal auf Wandscheibe mit schalentragenden Eckpfeilern aus schwarz-grünlichem Granit über rauem Granitsockel. Die Eckpfeiler geschmückt mit eingravierten Palmzweigen, die Schriftfelder von Girlanden aus Galvanobronze gerahmt. |
|      | D/327-339     | Grabstätte der St. Josephs-Gemeinde    | 1907      | Josef Stenger                                | Grabstätte der Pfarrer der Kirchengemeinde. Erstbelegung war Pfarrer Kilian Königstein. |
|      | D/1078        | Henss                                  | 1932      | Josef Stenger                                | Dreigeteilte Stele mit stilisiertem Giebelaufsatz aus poliertem Granit. Relief mit Orpheusmotiv und erhabener Schrift aus Bronze. |
|      | D/1079        | Nicklas                                | 1926      | O. Ufert (Bildhauer), Stiegemann (Steinmetz) | Stele in stilisierter Ädikulaform aus poliertem dunklem Granit. Dem Relief diente die antike Sage des Fährmann Charon als Vorbild. |
|      | D/1087        | Stenger                                | 1929      | Josef Stenger                                | Ädikulaartige Stele aus Syentit. Über den Schriftfeld eine Relieftafel mit einem Motiv der Orpheussage aus Galvanobronze. |
|      | D/1090        | Schiebener                             | 1926      | F. Hofmeister                                | Dreiteilige Stele mit rundbogigem, ädikulaartig überhöhtem Mittelteil mit Schriftfeld und flachem Urnenrelief aus grauem Odenwald-Syenit. |
|      | D/1146        | Angermann                              | 1930      | Joh. Hössbacher                              | Ädikulaartige Stele mit segmentbogenförmiger Verdachung aus matt geschliffenem Diabas. Über der vertieften Schrift ein Porträtrelief aus Galvanobronze |
|      | D/1114-1115   | Schlippe                               | 1958      | Entwurf: Fritz Best, Bildhauer, Kronberg     | Ädikulaartige Stele aus Grünsfelder Muschelkalk mit Relief, das „Letzte Sakrament“ darstellen. |
|      | D/1156        | Hilpert                                | 1930      | Ludwig Stenger                               | Dreiteilige Stele mit ungleich hohen Seitenbegrenzungen aus Bluberg-Syenit. Zentral ein dunkel patiniertes Bronzerelief mit Darstellung der Qrpheussage und erhabener Bronzeschrift. |
|      | D/1147        | Eberhard                               | 1947      | Ludwig Stenger                               | Dreiteilige Stele mit überhöhtem Mittelteil aus Diabas. Über der erhabenen Schrift ein Wappen. |
|      | D/1155        | Fischer                                | 1932      | Ludwig Stenger                               | Dreiteilige Stele aus nordischem Syenit mit Darstellung des Orpheusmotivs als Bronzerelief. |
|      | D/1182        | Jung                                   | 1930      | Joh. Hössbacher                              | Schlichte, allein durch ein Bronzeporträtrelief der Verstorbenen akzentuierte Stele aus geschliffenem Untersberger Marmor. |
|      | D/1468        | Köth                                   | 1951      | F. Hofmeister                                | Kreuzdenkmal zwischen zwei Schriftstelen, die Schrift reliefiert erhaben aus dem Stein gearbeitet, mit rundbogigem Abschluss aus dunkelgrünem Diabas. |
| 0    | D/1467        | Habig                                  | 1934      | F. Hofmeister                                | Kruzifix-Denkmal auf dreiteiligem, breit gelagertem Granit mit appliziertem Christus, ebenso wie die Schrift aus dunkel patinierter Galvanobronze. Der Sockel besteht aus dunklem Odenwälder Syenit. |
|      | D/1469        | Kopf                                   | 1941      | Herm. Hössbacher                             | Stele auf dreiseitig abgetrepptem Sockel mit zentrierender Blumenschale aus geschliffenem schwedischen Syenit. |
|      | D/adM 141     | Gocke                                  | 1910      | Jos. Stenger                                 | Breit gelagerte Ädikula aus schwarzem schwedischen Granit, der Giebel ursprünglich von einem Kreuz bekrönt. |
|      | D/adM 143     | Höhner                                 | 1909      | Chr. Rupp (Bildhauer)                        | Ädikulaartige Marmorstele auf Granitsockel unter geschweiftem, floral ornamentierten Giebel. Das Schriftfeld ist durch Rundbögen dreigeteilt. |
|      | D/adM 144-145 | Ruhestätte der barmherzigen Schwestern | 1909      | Jos. Stenger                                 | Breitgelagerte Stele aus Muschelkalk im strengen Ausdruck des Reformklassizismus. In der zentralen Rundbogennische ein Kruzifix, davor ein Sarkophag. |
|      | D/adM 149     | Horn                                   | 1912      | Langschwager, Laage (Mainz)                  | Neoklassizistische Ädikula aus unterfränkischem Muschelkalkstein. |
|      | D/adM 152     | Dihn                                   | 1907      | Chr. Rupp (Bildhauer)                        | Gestufte Stele aus poliertem schwarzen schwedischen Granit mit Marmorrelief „Christus als guter Hirte“. |
|      | D/adM 154     | Eifert                                 | 1907      | Chr. Rupp (Bildhauer)                        | Massige Wandplatte aus Marmor unter Dreiecksgiebel mit stilisierten Eckakroteren. Das Giebelfeld ist mit einem schleifengebundenen Lorbeerkranz geschmückt. Zentral von Jugendstilornamenten gerahmte Schrifttafel aus poliertem schwarzen Granit. |
|      | D/adM 155     | Schreiber                              | 1910      | Chr. Rupp (Bildhauer)                        | Breite Wandstele aus Marmir mit Schriftplatte aus schwarzem Granit. Der kreuzbekrönte abstrahierte Giebel geschmückt mit Reliefs zweier Putten, die an Girlanden einen Kranz halten. |
|      | D/adM 156     | Hochhaus                               | 1909      | Chr. Rupp (Bildhauer)                        | Ädikulaähnliche Wandstele aus schwerzem schwedischen Granit mit Marmorrelief des kreuztragenden Christus. |
|      | D/adM 157     | Henss                                  | 1908      | 0                                            | Nach dem Vorbild einer Ädikula dreigeteilte Wandstele aus Kalkstein mit Schriftplatten aus schwarzem Granit. |
|      | D/adM 159     | Helfrich                               | 1907      | F. Hofmeister                                | Wandstele aus Kalkstein mit zentraler Rundbogennische. Das Gewände in floralen Jugendstilmotiven reliefiert. |
|      | E/162a        | Sturm                                  | 1925      | Gebr. Wagner                                 | Stele aus poliertem rosa Granit mit ädikulaartigem Aufsatz mit einem Bronzerelief eines trauernden Engels. |
|      | G/108         | Seuling                                | 1934      | Ludwig Stenger                               | Quadratische Stele, einseitig flankiert von einem Inschriftenstein aus poliertem nordischen Syenit. In der zentralen, abgestuften Nische ein dunkel-patiniertes Bronzerelief eines trauernden Mädchens. |